# Jorgos Mawropsaridis
Jorgos Mawropsaridis, gr. Γιώργος Μαυροψαρίδης (ur. 21 listopada 1954 w Atenach) – grecki montażysta filmowy. Stały współpracownik reżysera Jorgosa Lantimosa.

## Życiorys
Absolwent London Film School. Warsztatu montażysty uczył się, pracując przy filmach reklamowych.
Jak dotychczas pracował przy wszystkich filmach Jorgosa Lantimosa: Kieł (2009), Alpy (2011), Lobster (2015), Zabicie świętego jelenia (2017) i Faworyta (2018). Ten ostatni obraz przyniósł mu Europejską Nagrodę Filmową dla najlepszego montażysty oraz nominację do Oscara za najlepszy montaż.
Współpracował również z takimi reżyserami, jak m.in. Tassos Bulmetis (Miejska kuchnia, 2003), Kaan Müjdeci (Sivas, 2014), Athina Rachel Tsangari (Chevalier, 2015) i Steve Krikris (Kelner, 2018).